# Astérope (papillon)
Ypthima asterope
Pour les articles homonymes, voir Astérope.
Espèce
L'Astérope (Ypthima asterope) est une espèce de lépidoptères de la famille des Nymphalidae et de la sous-famille des Satyrinae.

## Systématique
L'espèce Ypthima asterope a été décrite par Klug en 1832.
Synonymes : Hipparchia asterope Klug, 1832 (protonyme) ; Ypthima alemola Swinhoe, 1885 ; Ypthima complexina Swinhoe, 1886.

### Sous-espèces
- Ypthima asterope asterope ; présent en Afrique, Arabie Saoudite et Inde.
- Ypthima asterope hereroica van Son, 1955 ; présent dans le sud-ouest de l'Afrique.
- Ypthima asterope mahratta Moore, 1884 ; présent dans le nord-ouest de l'Inde.

## Noms vernaculaires
- en français : l'Astérope[2],[3]
- en anglais : common threering ou African ringlet
- en grec : Αστερόπη
- en turc : Karagöz

## Description
L'Astérope est un papillon de couleur gris à reflets mordorés avec à l'apex des antérieures un gros ocelle noir doublement pupillé de bleu cerné d'orange et situé dans une tache plus claire, et aux postérieures un ocelle noir pupillé de bleu cerné d'orange en position anale.
Le verso est gris mordoré strié de gris argenté avec le même gros ocelle noir doublement pupillé de bleu cerné d'orange à l'apex des antérieures et
aux postérieures plusieurs ocelles en position submarginale.

## Biologie

### Période de vol et hivernation
L'Astérope vole en plusieurs générations d'avril à octobre.

### Plantes hôtes
Les plantes hôtes de sa chenille sont des Poa, Ehrharta erecta et Cynodon dactylon,.

## Écologie et distribution
L'Astérope est présent dans tout le Moyen-Orient en Turquie, Liban, Syrie, Irak, Iran, au Balouchistan, en Inde, en Afrique tropicale et à Madagascar et en Europe, uniquement dans les îles Égéennes grecques de Samos, Rhodes, Simi et Kastelórizo,.

### Biotope
L'Astérope réside dans des lieux caillouteux herbus comme le lit des rivières à sec.

### Protection
Pas de statut de protection particulier.